# 야마나 소젠

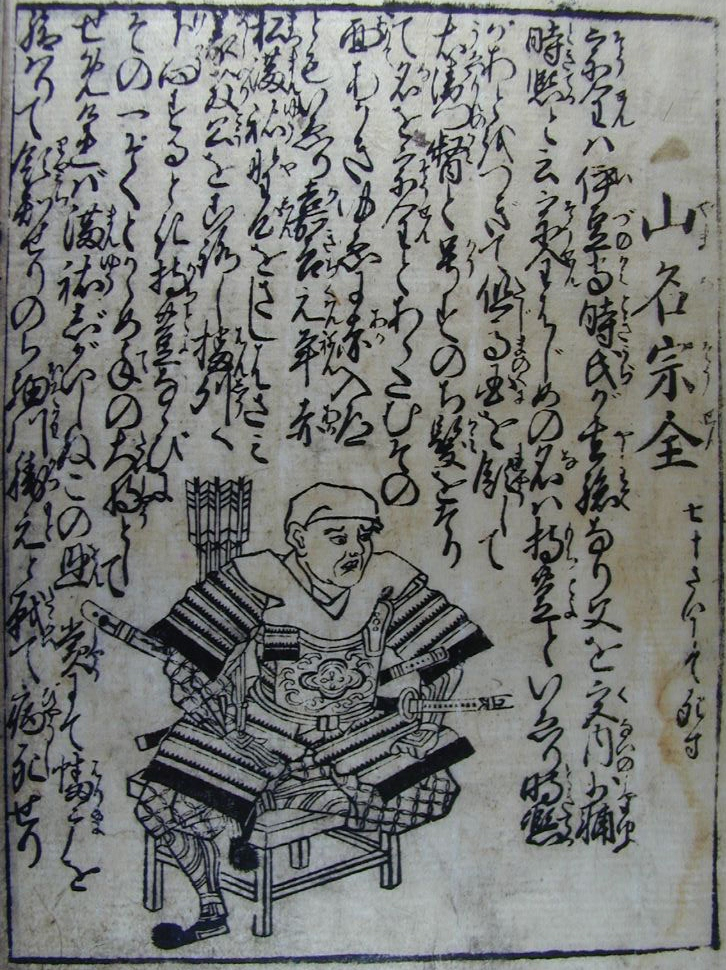
야마나 모치토요

야마나 소젠 / 야마나 모치토요(일본어: 山名宗全 / 山名持豊)는 무로마치 시대의 유력 슈고 다이묘이다.
닛타씨(新田氏)의 서류이자 무로마치 시대의 시시키씨(四職氏) 중 하나인 야마나씨(山名氏) 출신이다. 야마나 도키히로(山名時熙)의 삼남으로, 모친은 야마나 모로요시(山名師義)의 딸. 휘는 모치토요이나, 출가 후의 법명인 소젠으로 널리 알려져 있다.
오닌의 난 서군 총대장격으로, 서군의 장수들에게 소젠뉴도(宗全入道) 또는 아카뉴도(赤入道)라고 불렸다.

## 생애

### 가독 상속
오에이 11년(1404년) 음력 5월 19일 태생으로 오에이 27년(1420년)에 맏형 야마나 미쓰토키(山名満時)가 사망하고, 에이쿄 3년(1431년) 5월, 둘째 형 야마나 모치히로(山名持熙)가 쇼군 아시카가 요시노리의 책망을 받아 폐적되었기 때문에, 에이쿄 4년(1432년)에 가독을 상속하게 되었다. 에이쿄 7년(1435년), 부친 도키히로가 사망하고, 에이쿄 9년(1437년)에는 형 모치히로가 모치토요의 가독 상속에 불만을 품은 끝에 거병하자, 모치토요는 이를 진압하였다.

### 세력 확대
에이쿄 11년(1439년), 정사위하 사에몬노스케(左衛門佐)에 임관하고, 이듬해(1440년)에는 교토의 치안을 담당하는 막부의 기구인 사무라이도코로의 수장 도닌(頭人)이 되었다. 가키쓰 원년(1441년)에 아카마쓰 미쓰스케(赤松満祐) 등이 제 6대 쇼군 아시카가 요시노리를 살해하고, 영지인 하리마에서 거병한 가키쓰의 난때는 요시노리와 동석하고 있었으나 그 자리에서는 저항하지 못하고 탈출한 뒤, 토벌군의 주력을 이끌고 난의 진압에 공헌하여, 아카마쓰씨의 영지를 하사받아 하리마 등 8개 구니의 슈고직을 회복하여 세력을 떨쳤다.
가키쓰 3년(1443년)에는 가키쓰의 난으로 전사한 야마나 히로타카(山名熙貴)의 딸을 양녀로 맞은 뒤 오우치 노리히로(大内教弘)와, 분안 4년(1447년)에는 마찬가지로 히로타카의 딸을 막부의 간레이 호소카와 가쓰모토와 맺어주어서, 오우치씨·호소카와씨와 인척관계를 맺었다.

### 호소카와 가쓰모토와의 대립
호토쿠 2년(1450년)에 출가하여 소젠이라는 법명을 받고, 가독을 적남 야마나 노리토요(山名教豊)에게 물려주었다. 교토쿠 3년(1454년)에는 아카마쓰씨의 출사를 둘러싸고 제 8대 쇼군 아시카가 요시마사와 대립하여, 정무에서 손을 떼고 다지마로 내려갔다. 아카마쓰 미쓰스케의 조카 아카마쓰 노리히사(赤松則尚)가 하리마에서 노리토요의 자식이자 소젠의 손자인 야마나 마사토요(山名政豊)를 공격하자, 다지마에서 출병하여 노리히사를 쫓아내었다. 조로쿠 2년(1458년)에는 사면받은 뒤 다시 상락하여 교토로 들어가, 막정을 둘러싸고 사위인 가쓰모토와 대립각을 세우게 되었다(또 다른 사위 오우치 노리히로의 아들 마사히로(大内政弘)는 시종 소젠의 편을 들었다). 산칸레이(三管領) 가문인 하타케야마씨의 가독 분쟁에서, 가쓰모토는 하타케야마 마사나가(畠山政長)를 지지하였으나 소젠은 하타케야마 요시나리(畠山義就)를 지지하였고, 시바씨의 가독 분쟁에서는 가쓰모토가 시바 요시토시(斯波義敏)를 지지한 반면, 소젠은 시바 요시카도(斯波義廉)를 지지하였다.

### 오닌의 난
간세이 6년(1465년)에 아들 아시카가 요시히사를 낳은 쇼군 요시마사의 정실 히노 도미코는 아들 요시히사에게 쇼군직을 물려주기를 원하여 소젠에게 접근한다. 분쇼 원년(1466년)에는 가쓰모토와 공모하여, 만도코로시쓰지(政所執事) 이세 사다치카(伊勢貞親) 등 쇼군 요시마사의 최측근들을 실각시키는데 성공하였다(분쇼의 정변(文正の政変)). 같은 해 12월에는 하타케야마 요시나리를 상락시켜, 쇼군과 대면시켰다. 오닌 원년(1467년)에는 하타케야마 마사나가를 실각시키고, 간레이 직에는 야마나 파의 시바 요시카도가 취임하였다. 가미고료 신사(上御霊神社) 전투에서는 요시나리에게 가세하여 마사나가를 구축하였다. 5월에는 소젠과 대립하는 아카마쓰 마사노리가 하리마로 침공한 것을 비롯하여, 쌍방의 산발적인 충돌이 일어났다.
소젠은 고노스미야성(此隅山城)에서 각국에서 결집한 서군을 이끌고 거병하여, 교토로 진군하였다(오닌의 난). 당초 무로마치 쇼군 저택과 쇼군의 신병을 확보하고 있던 가쓰모토 휘하의 동군에 견주어 열세였으나, 8월에는 스오에서 상락한 오우치 마사히로와 합류하여, 일진 일퇴를 거듭하는 상황이 되었다. 분메이 4년(1472년)에는 화해 교섭을 진행하였으나, 아카마쓰 마사노리의 반대로 인해 실패, 5월에 소젠은 자결을 시도하였다. 이듬해 분메이 5년(1473년) 음력 3월 18일, 병사하였다. 향년 69세. 장남 노리토요가 오닌 원년(1467년) 진중에서 사망하여, 가독은 노리토요의 장남 마사토요가 이은 상태였다.

## 묘소
교토부 교토시 사쿄구 난젠지(南禅寺) 경내의 신조인(真乗院)
| 전임 야마나 도키히로 | 야마나씨 당주 1433년 ~ 1454년 | 후임 야마나 노리토요 |

| 전임 야마나 노리토요 | 야마나씨 당주(재임) 1458년 ~ 1472년 | 후임 야마나 마사토요 |